# La Castellane
Pour les articles homonymes, voir Castellane (homonymie).
La Castellane est une des cités des quartiers nord de Marseille. Elle est située à la frontière entre le 15e et le 16e arrondissement, à l'extrémité nord-ouest de la ville, ce qui en fait l'une des plus éloignées du centre-ville. Elle a été construite sous la forme d'un grand ensemble social, entre 1969 et 1971.
En 2018, elle comptait près de 1 200 logements pour 3 810 habitants. Classée quartier prioritaire, la cité est inscrite dans le plan de rénovation urbaine et d’aménagement urbain.
Elle est la cité d'origine du footballeur Zinédine Zidane. Largement envahie par les trafics de drogues, elle est considérée comme un des quartiers les plus difficiles et pauvres du pays, tout comme plusieurs autres grands ensembles des quartiers nord, comme par exemple le quartier des Oliviers, Frais-Vallon, le parc Corot, les Rosiers ou encore la Bricarde voisine. En 2015, Samia Ghali a désigné les cités des quartiers nord, dont la Castellane,  comme une « prison à ciel ouvert ».

## Situation
La cité de la Castellane est située à l'extrémité nord-ouest de la ville, à la frontière entre le 15e et le 16e arrondissement, à ne pas confondre avec le quartier de Castellane du 6e arrondissement de Marseille. 
Au nord de la cité, on trouve le « village » de Verduron et au sud, les quartiers Saint-André et Saint-Henri. Le boulevard Henri-Barnier marque la frontière orientale de la Castellane, qui la sépare du grand ensemble de la Bricarde. Le parc de la Jougarelle marque la limite nord de la cité, le chemin de Bernex la frontière occidentale et enfin la rue Albin Meylan la limite sud.

## Urbanisation

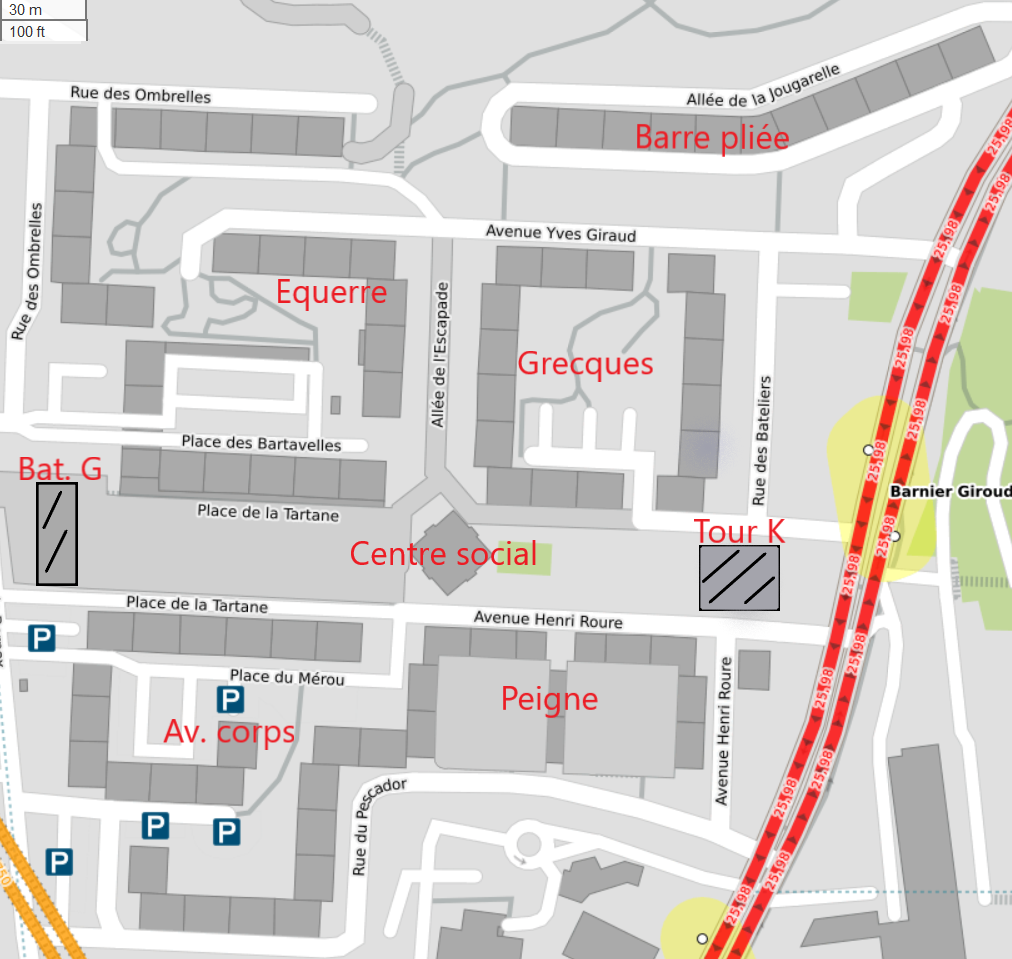
Plan de la Castellane.

La cité de la Castellane est bâtie dans le contexte de la crise nationale du logement des Trente Glorieuses, du fait de l'exode rural, de l'explosion de naissances ou encore de l'arrivée de travailleurs immigrés. Dans le cas de la ville de Marseille, les nombreux rapatriés Français d'Algérie de 1962 contribuent à tendre davantage la situation. En 1958, le site devait à l'origine faire l'objet du « concours des 4 000 logements », destinés à héberger les habitants de bidonvilles, mais le programme donnera naissance aux quartiers Malpassé, la Viste, et Saint-Barthélemy,. 
Le quartier est érigé dans la partie nord-ouest de Marseille, sur les terrains dit « Foresta », au pied sud-est de la chaîne de la Nerthe, sur un penchant déclinant à l'ouest donnant sur l'Estaque. Le programme donne également naissance aux ensembles du Plan d'Aou et de la Bricarde, sur des parties plus hautes de ces terrains. Un avis préalable est émis en 1966, puis le quartier de la Castellane est construit entre 1969 et 1971. 
La Castellane comprend 1 249 logements répartis au sein de dix immeubles de cinq à sept étages et une tour de quinze étages. Étant installé sur un terrain de 1,58 hectare, l'ensemble présente une densité très importante et situé sur une altitude comprise entre 71,1 et 96,3 mètres par rapport au niveau de la mer. Le quartier présente les mêmes éléments sur l'ensemble des bâtiments, avec des façades en panneaux préfabriqués sur coffrage perdu en béton brut. La tour K est en réalité constituée de deux bâtiments reliés par passerelles. L'architecture s'inscrit dans le mouvement brutaliste, étant notamment comparé au quartier Pissevin-Valdegour de Nîmes.
Le quartier s'articule autour d'un mail central aboutissant sur la tour K, entouré de barres d'immeubles présentant différentes formes : barre pliée, plans en avant-corps, équerres, grecques et peigne (voir plan). Au nord, la barre pliée de l'allée de la Jougarelle est la plus longue du quartier avec ses 170 mètres, tandis qu'au sud, un ensemble d'immeubles reliés présentent une continuité de plus de 300 mètres, rue du Pescadou.

## Rénovation urbaine

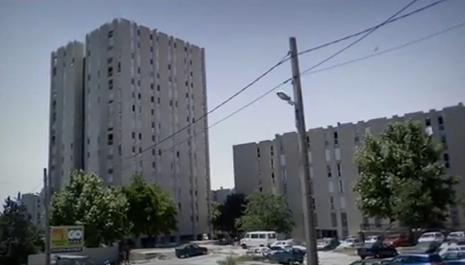
Vue de la tour K, détruite en 2020, depuis le boulevard Henri Barnier.

Le quartier de la Castellane est ignoré du premier programme de rénovation urbaine de l'Anru, mené à partir de 2004. Il est toutefois concerné par le second programme lancé en 2014, avec un classement d’« intérêt national ». Le 15 janvier 2015, le protocole de préfiguration est signé entre la ville, l’État et les bailleurs sociaux notamment. Le projet vise essentiellement à dégager l'axe est-ouest du mail, fermé à chaque extrémité par deux immeubles. En 2016, le bâtiment G et le parking de la Tartane sont supprimés à l'ouest du mail, ce qui aboutit à la destruction de douze logements sociaux répartis sur deux étages installés sur pilotis. Remplacé par un espace vert, le bâtiment était toutefois un symbole, puisqu'il avait vu grandir Zinédine Zidane.
Particulièrement liée au trafic de drogues, la tour K et ses 91 logements sont détruits par grignotage en 2020, pour un cout de 5,5 millions d'euros. Le bailleur a du procéder au relogement de 70 ménages, dont quelques familles nombreuses vivant dans de petits logements. Près de 50 se sont vu attribuer un logement à proximité ou dans le 14e arrondissement, tandis que d'autres ont pu emménager dans un programme neuf d'Euroméditerranée ou dans les quartiers Est. Afin d'achever le dégagement du mail, le projet de renouvellement prévoit la destruction du centre social qui sera relocalisé dans de nouveaux locaux avec une crèche.

## Population

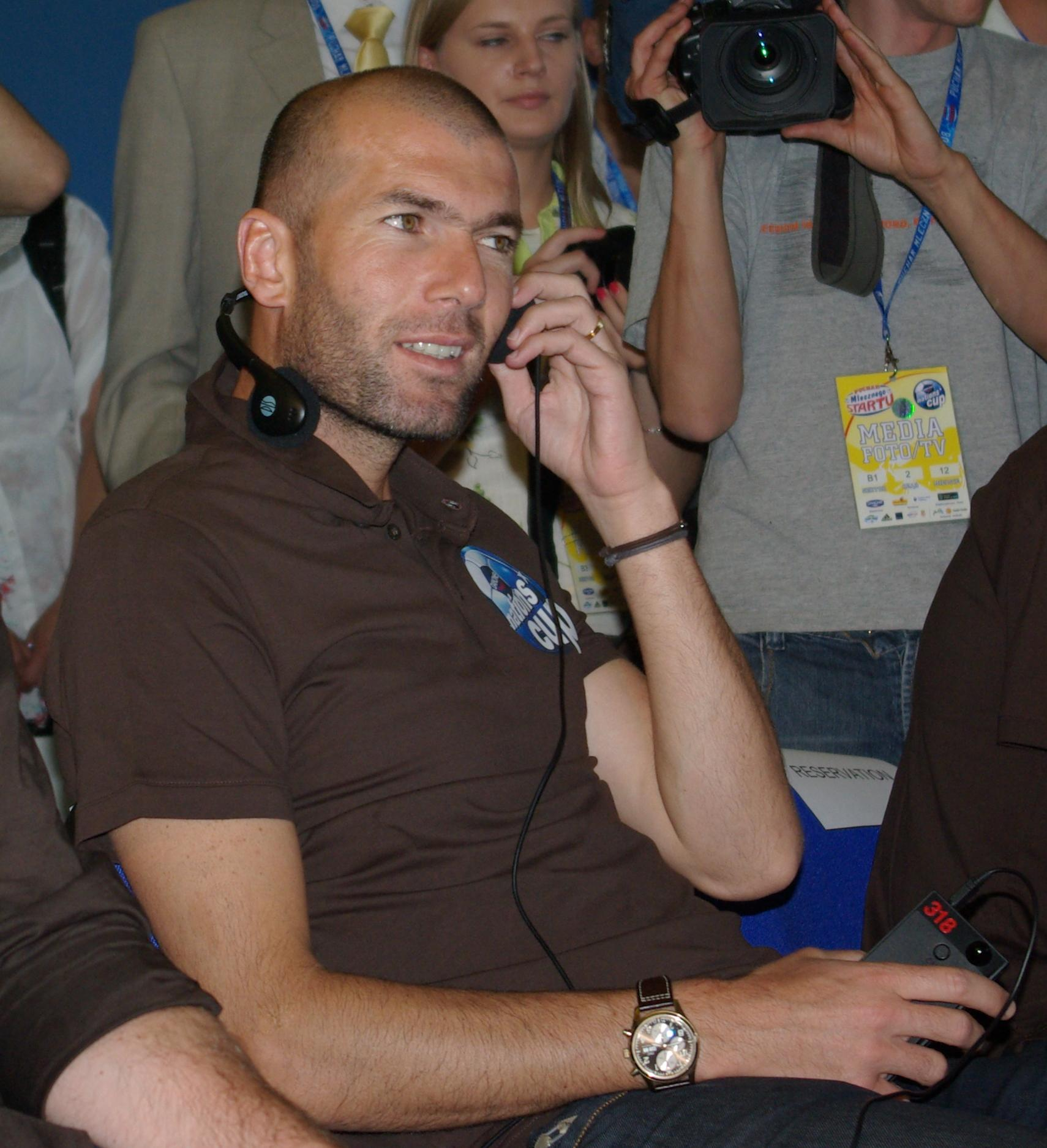
Zinédine Zidane est originaire de la Castellane.

Le quartier de la Castellane compte 3 810 habitants en 2018, répartis au sein des 1 190 logements restants, soit un peu plus de trois personnes par ménage. La population est jeune, puisque près de 47 % des habitants sont âgés de moins de 25 ans. Elle présente un taux de pauvreté et de chômage important, tandis que l'ensemble des logements font partie du parc social. En 2015, le journal Le Monde évalue le taux de chômage des jeunes autour de 54 %. Les habitants dénoncent une stigmatisation du quartier rendant les recherches d'emplois plus difficiles.
La cité est intégrée dans le quartier prioritaire de la politique de la ville nommé « La Castellane-La Bricarde-Plan d'Aou-Saint-Antoine », qui s'étend sur 59 hectares, soit une surface six fois plus vaste. La zone inclus donc aussi les grands ensembles de la Bricarde et du plan d'Aou, ainsi que quelques zones pavillonnaires. Elle compte 9 109 habitants en 2018, répartis dans près de 3 200 logements, dont 77 % sociaux, contre 18 % pour l'ensemble de la ville de Marseille, soit un peu moins que le seuil minimal de 20 % requis par la loi SRU. 
Cette vaste zone présente un taux de pauvreté de 56,4 %, contre 26,4 % pour Marseille et 43,5 % pour la moyenne des quartiers prioritaires français. Les revenus médians des ménages par unité de consommation atteint 1 020 euros par mois en 2018, contre 1 580 pour la ville. Les revenus des habitants du quartier sont constitués à 54 % de revenus du travail, 34 % de prestations sociales et le reste essentiellement de pensions de retraite.

## Transports

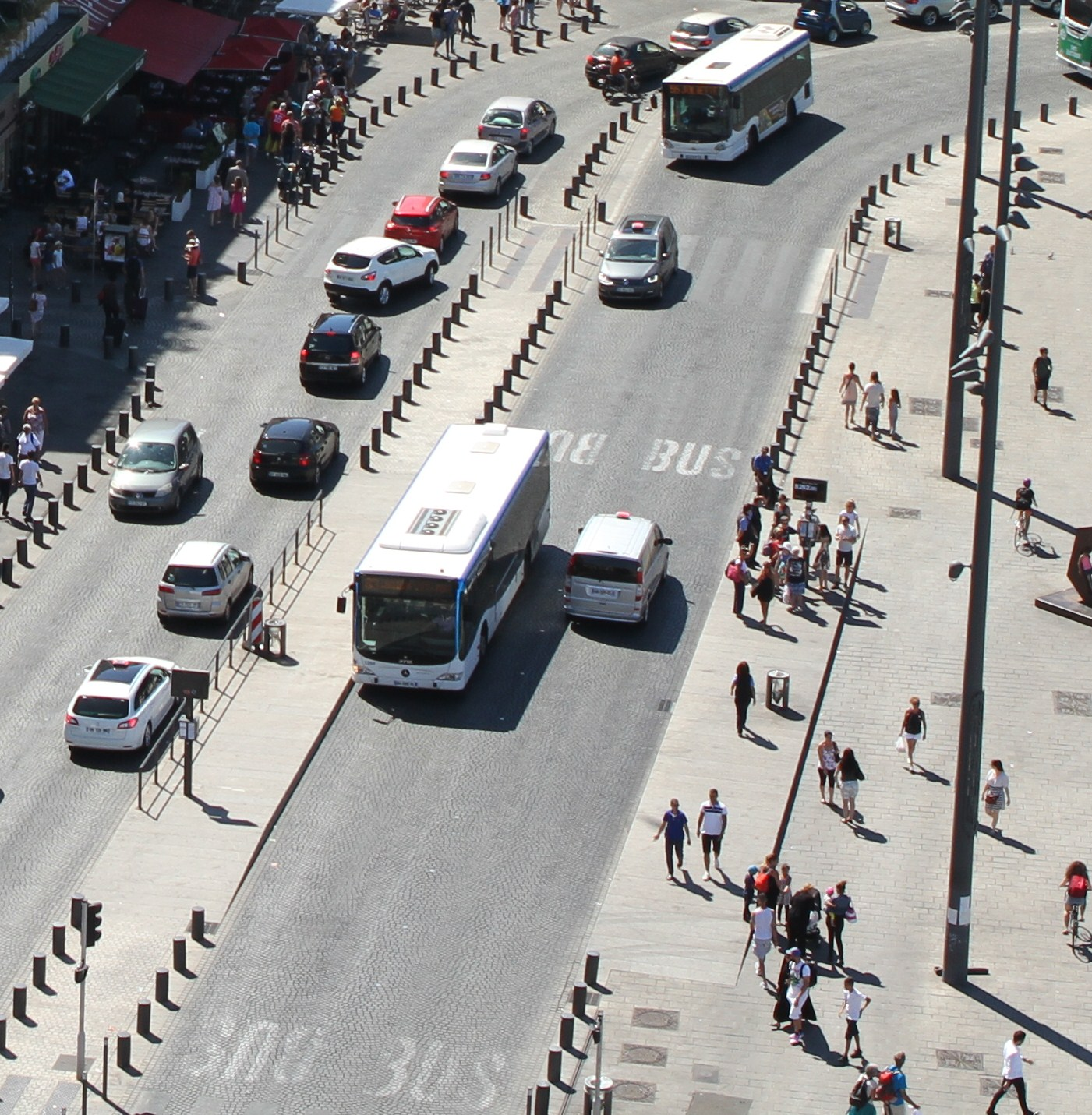
Autobus de Marseille.

La desserte du quartier par les transports en commun est souvent considérée comme trop faible. La Castellane est desservie par seulement deux lignes de bus, qui relient toutes les deux la cité à la station Gèze de la ligne 2 du métro de Marseille. Tandis que la ligne 25 traverse la rue de Lyon, la ligne 98 est deux fois plus rapide en empruntant l'autoroute du littoral. D'ici 2031, le quartier devrait devenir le terminus de la nouvelle extension nord de la ligne 3 du tramway de Marseille.

## Éducation
La Castellane compte deux complexes scolaires primaires, avec école maternelle et élémentaire. Au nord du parc de la Jougarelle, l'école primaire Saint-André la Castellane a été construite en 1969 tandis qu'au sud, l'école Saint-André Barnier a été ouverte en 1971. Elles scolarisent près de 400 élèves en élémentaire. 
Immédiatement à l'est du boulevard Henri-Barnier, on trouve le collège du même nom inauguré en 1968. Partiellement détruit par un glissement de terrain en 1995, il est reconstruit en 2000. Avec plus de 600 élèves, il rassemble des élèves bien au-delà de la Castellane, notamment les quartiers Saint-Henri et Saint-André. Évoluant sur une fourchette comprise entre 36 et 76 % de 2006 à 2020, le taux de réussite au brevet a beaucoup varié. Tous ces établissements sont classés en prioritaire renforcé,.
À l'ouest de l'avenue de Bernex, le lycée privé professionnel Saint-Henri propose des CAP et baccalauréat professionnel dans le domaine du bâtiment et de l'électronique, et compte une centaine d'élèves.

## Criminalité

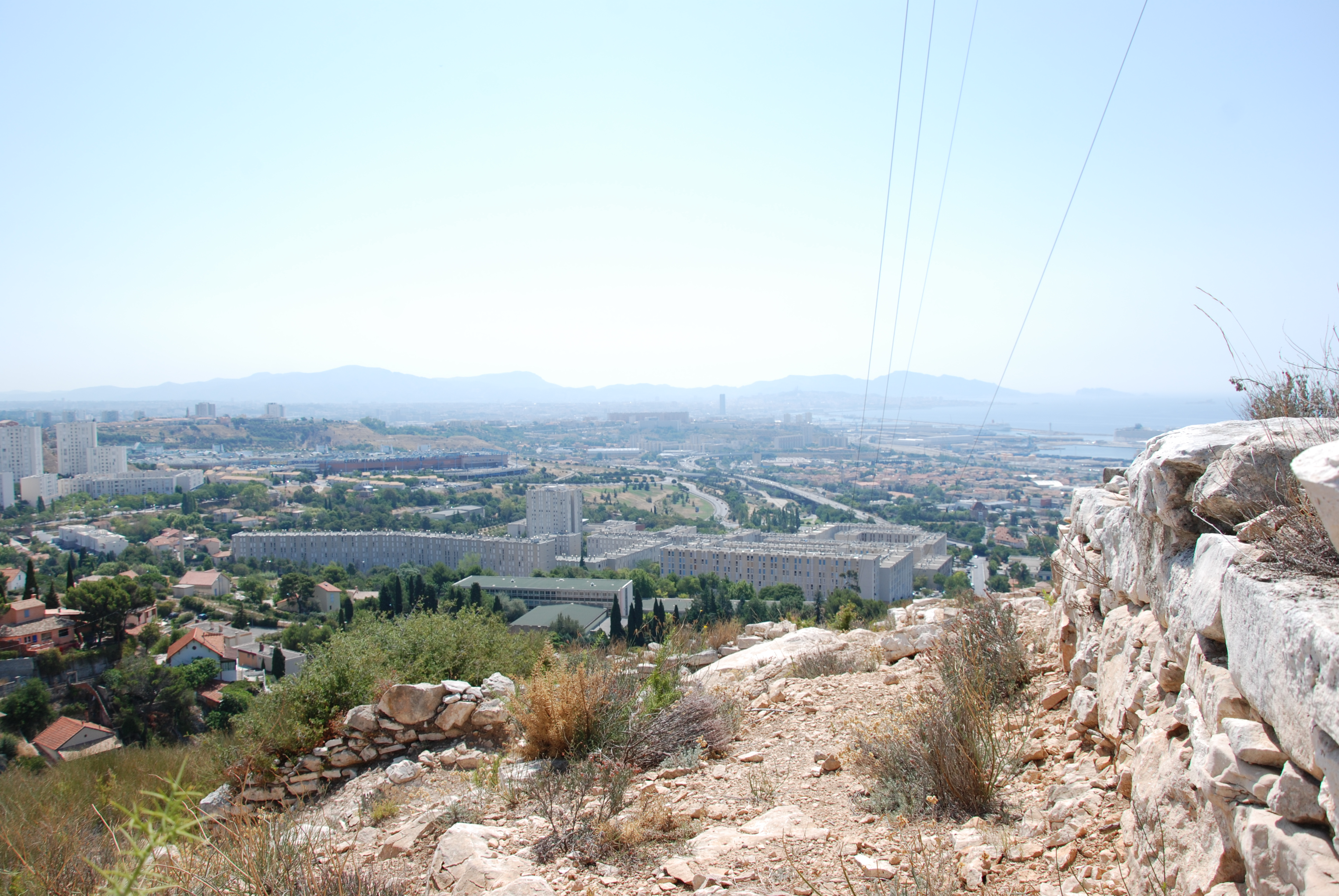
Vue de la cité depuis l'oppidum de Verduron.

La cité de la Castellane est largement envahie par les trafics de drogues, constituant l'un des points de vente les plus actifs de la ville de Marseille, et est régulièrement endeuillée par des règlements de comptes. Les opérations antidrogues s'y succèdent tous les deux ou trois ans depuis 2010.
En juin 2013, environ 200 policiers sont mobilisés pour réaliser un vaste coup de filet. Après sept mois d'enquête de l'Ocrtis, 28 trafiquants sont arrêtés avec d'importantes saisies d'armes, de drogues et d'argent. À partir des données de l'enquête, Mediapart estime que quatre à cinq réseaux criminels se partagent la cité, avec parfois des règlements de comptes violents, notamment entre les réseaux de la tour K, celui de la barre Jougarelle ou encore de la place du Mérou. En 2013, le chiffre d'affaires de la drogue représenterait ainsi 18 millions d'euros par an dans la cité, près de 10 % de ce qui est estimé pour l'ensemble de la ville de Marseille, soit un niveau exceptionnellement élevé pour un quartier de cette taille. Les guetteurs y étaient payés 50 euros par jour, les vendeurs 100 euros et les nourrices (personne qui cache de la drogue chez elle en contrepartie d’une rémunération) 2 000 euros par mois. La sociologue Claire Duport note toutefois que seuls « ceux qui sont à la tête des réseaux peuvent développer des logiques d’enrichissement personnel et d’accumulation ». Le coup de filet de 2013 a créé un vide, suscitant de nouvelles ambitions et règlements de comptes, et les réseaux se sont rapidement reconstitués.
Des opérations antidrogue de grande ampleur ont également lieu en janvier 2010, décembre 2010, juin 2015, en juin 2018, en mai 2021 avec également des opérations de plus faible ampleur comme en décembre 2019, en janvier 2020, en février 2020.